# Ридбах
Ридбах (њем. Riedbach) општина је у њемачкој савезној држави Баварска. Једно је од 26 општинских средишта округа Хасберге. Према процјени из 2010. у општини је живјело 1.710 становника. Посједује регионалну шифру (AGS) 9674153.

## Географски и демографски подаци
Ридбах се налази у савезној држави Баварска у округу Хасберге. Општина се налази на надморској висини од 285 метара. Површина општине износи 31,7 km². У самом мјесту је, према процјени из 2010. године, живјело 1.710 становника. Просјечна густина становништва износи 54 становника/km².